# Jia Mei
Jia Mei (ur. 28 lipca 1987) – chińska zapaśniczka w stylu wolnym. Zajęła 12 miejsce w mistrzostwach świata w 2009, zdobyła srebrny medal w mistrzostwach Azji w 2009 i była ósma w Pucharze Świata w 2010 roku.